# Marin Držićs hus
Marin Držićs hus (kroatiska: Dom Marina Držića) är ett personmuseum i Dubrovnik i Kroatien. Det är tillägnat den lokale 1500-tals dramatikern och poeten Marin Držić (1508–1567) som anses ha varit en av renässansens främsta kroatiska författare. Marin Držićs hus är inhyst i en byggnad (stenhus) som ligger på adressen Široka ulica 7 i Gamla stan.  

## Beskrivning
Museet etablerades år 1989 som ett minnesmuseum för Marin Držić. Držić föddes och levde på 1500-talet och inga av hans samtida bruksföremål eller objekt finns idag kvar. I museet finns därför inga autentiska objekt som dramatikern använt sig av. Istället är Marin Držićs hus ett teatermuseum där museiinnehavet utgörs av en syntes från områdena teaterstudier, scenografi, kostymdesign, konceptuell konst och informationsvetenskap. I samlingarna presenteras material och rekvisita från teaterföreställningar som bygger på Držićs verk och som hållits i både Kroatien och utomlands. I utställningen finns bland annat dockor, kostymer, porträtt, affischer, program och fotografier. Genom en ljudguide kan besökare få höra Držićs biografi.     